# Тахпах
Тахпах  (хак. тахпах, мн. ч. тахпахтар) — наиболее 
распространенный вид стихотворного творчества и песенной культуры кумандинцев, шорцев и хакасов. По форме эти песни представляют четверостишье и восьмистишье. Характерна для них начальная аллитерация. В старину сопровождались аккомпанементом струнного музыкального инструмента - хомыса.
Тахпах, в котором строгое соблюдение параллелизма, состоит только из катренов, также в нём выдерживается аллитерация анафорического типа в соединении с ассонансом.
Содержание тахпахов весьма разнообразно. В этих песнях нашла своё выражение художественная одаренность народов Саяно-Алтая. Творчество песен носит массовый характер. Все или 
почти все знают и могут передать их содержание. Спетый тахпах предполагал ответ как вызов другому певцу. Соревнующиеся импровизируют и видоизменяют текст. Оставляя старую форму, они иногда совершенно меняют содержание. Как правило, тахпахи имеют ряд вариантов.